# Wielkie księstwo
Wielkie księstwo – państwo, którego głową państwa jest monarcha noszący tytuł wielkiego księcia. Pierwsze wielkie księstwa pojawiły się w średniowieczu, jedno istnieje do dziś. Określenie „wielkie” nie zawsze oznacza powierzchnię państwa – tytuł miał podkreślić znaczenie rodu lub monarchy. Czasem był to tytuł czysto honorowy lub symbolicznie podkreślał władzę nad jakimś obszarem, np. Wielkie Księstwo Krakowskie.

## Niektóre historyczne wielkie księstwa
- Wielkie Księstwo Kijowskie – IX–XIII w.
- Wielkie Księstwo Litewskie – XIII–XVI w., później jeden z tytułów królów Rzeczypospolitej,
- Wielkie Księstwo Moskiewskie – XIV–XVI w., później Carstwo Rosyjskie
- Wielkie Księstwo Toskanii – XVI–XIX w., później część składowa Królestwa Włoch
- Wielkie Księstwo Salzburga – 1803–1805
- Wielkie Księstwo Würzburga – 1805–1814
- Wielkie Księstwo Oldenburga – XIX–XX w.,
- Wielkie Księstwo Meklemburgii-Schwerin – XIX–XX w.,
- Wielkie Księstwo Meklemburgii-Strelitz – XIX–XX w.

## Współczesne wielkie księstwo
- Wielkie Księstwo Luksemburga